# Kunugia hollowayi
Kunugia hollowayi is een vlinder uit de familie van de spinners (Lasiocampidae). De wetenschappelijke naam van de soort is voor het eerst geldig gepubliceerd in 1997 door Zolotuhin, Treadaway & Witt.